# Cantonul Condrieu
Cantonul Condrieu este un canton din arondismentul Lyon, departamentul Rhône, regiunea Rhône-Alpes, Franța.

## Comune
- Ampuis
- Condrieu (reședință)
- Les Haies
- Loire-sur-Rhône
- Longes
- Saint-Cyr-sur-le-Rhône
- Saint-Romain-en-Gal
- Sainte-Colombe
- Trèves
- Tupin-et-Semons